# الیزر هالفین
الیزر هالفین (انگلیسی: Eliezer Halfin; ۱۸ ژوئن ۱۹۴۸ – ۶ سپتامبر ۱۹۷۲) کشتی‌گیر اهل اسرائیل بود.
اسلاوین در واقعه المپیک مونیخ به همراه ۱۰ ورزشکار و مربی دیگر در ۵ سپتامبر ۱۹۷۲ توسط تروریست‌های سازمان سپتامبر سیاه فلسطین به گروگان گرفته شد و به قتل رسید.